# Kadaryszki (gmina)
Kadaryszki – dawna gmina wiejska istniejąca do 1954 roku w woj. białostockim (dzisiejsze woj. podlaskie). Siedzibą gminy była początkowo Rudka, a następnie Kadaryszki.
Za Królestwa Polskiego gmina należała do powiatu suwalskiego w guberni suwalskiej. 31 maja 1870 do gminy przyłączono 8 wsi z gminy Wizgury, przemianowanej na gminę Wiżajny.
W okresie międzywojennym gmina Kadaryszki należała do powiatu suwalskiego w woj. białostockim. Po wojnie gmina zachowała przynależność administracyjną. Według stanu z 1 lipca 1952 gmina składała się z 35 gromad: Baranowo, Bondziszki, Ejszeryszki, Folusz, Gulbieniszki, Jałowo, Jasionowo, Jodoziory, Kadaryszki, Kleszczówek, Krejwiany, Lizdejki, Makowszczyzna, Marianka, Maszutkinie, Michałówka, Olszanka, Pobondzie, Polimonie, Poplin, Postawele, Poszeszupie, Poszeszupie folw., Potopy, Rowele, Rutka-Tartak, Sidory, Sidory Zapolne, Sikorowizna, Smolnica, Smolniki, Soliny, Trzcianka, Udziejek, Wierzbiszki.
Gmina została zniesiona 29 września 1954 roku wraz z reformą wprowadzającą gromady w miejsce gmin. Jednostki nie przywrócono 1 stycznia 1973 roku po reaktywowaniu gmin.